# 現代詩文庫
現代詩文庫（げんだいしぶんこ）は、思潮社から出版されている、日本の詩人を対象とした四六判サイズの叢書シリーズである。

## 概要
1968年に開始され、2018年12月の時点で第一期・第二期を合わせ約290冊が刊行されている。
第一期は1から100までが「戦後詩人篇」、101から200までが「現代詩人篇」、201以降が「新シリーズ」と区分けされているが、戦後詩人の続編が101番以降で出ていることもあり、明確な規定ではない。
また1977年から1978年にかけ「新選現代詩文庫」のシリーズ名称で25冊が刊行されたが、その後の続刊はなし。後年再編集された上で「続・◯◯詩集」として「現代詩文庫」から再刊されている。
土曜美術社出版販売から出版されている日本現代詩文庫とは本のサイズは近似しているが、現代詩文庫のほうが歴史が古い。

## 既刊

### 第一期 戦後詩人篇
- 1『田村隆一詩集』
- 2『谷川雁詩集』
- 3『岩田宏詩集』
- 4『山本太郎詩集』
- 5『清岡卓行詩集』
- 6『黒田三郎詩集』
- 7『黒田喜夫詩集』
- 8『吉本隆明詩集』
- 9『鮎川信夫詩集』
- 10『飯島耕一詩集』
- 11『天沢退二郎詩集』
- 12『吉野弘詩集』
- 13『長田弘詩集』
- 14『吉岡実詩集』
- 15『富岡多恵子詩集』
- 16『那珂太郎詩集』
- 17『安西均詩集』
- 18『長谷川龍生詩集』
- 19『高橋睦郎詩集』
- 20『茨木のり子詩集』
- 21『安水稔和詩集』
- 22『鈴木志郎康詩集』
- 23『生野幸吉詩集』
- 24『大岡信詩集』
- 25『関根弘詩集』
- 26『石原吉郎詩集』
- 27『谷川俊太郎詩集』
- 28『白石かずこ詩集』
- 29『堀川正美詩集』
- 30『岡田隆彦詩集』
- 31『入沢康夫詩集』
- 32『片桐ユズル詩集』
- 33『川崎洋詩集』
- 34『金井直詩集』
- 35『渡辺武信詩集』
- 36『安東次男詩集』
- 37『三好豊一郎詩集』
- 38『中桐雅夫詩集』
- 39『中江俊夫詩集』
- 40『高野喜久雄詩集』
- 41『吉増剛造詩集』
- 42『渋沢孝輔詩集』
- 43『高良留美子詩集』
- 44『三木卓詩集』
- 45『加藤郁乎詩集』
- 46『石垣りん詩集』
- 47『木原孝一詩集』
- 48『北川透詩集』
- 49『菅原克己詩集』
- 50『多田智満子詩集』
- 51『鷲巣繁男詩集』
- 52『寺山修司詩集』
- 53『木島始詩集』
- 54『清水昶詩集』
- 55『金井美恵子詩集』
- 56『吉原幸子詩集』
- 57『藤富保男詩集』
- 58『岩成達也詩集』
- 59『井上光晴詩集』
- 60『会田綱雄詩集』
- 61『北村太郎詩集』
- 62『窪田般彌詩集』
- 63『辻井喬詩集』
- 64『新川和江詩集』
- 65『吉行理恵詩集』
- 66『中井英夫詩集』
- 67『粕谷栄市詩集』
- 68『清水哲男詩集』
- 69『山本道子詩集』
- 70『宗左近詩集』
- 71『中村稔詩集』
- 72『粒来哲蔵詩集』
- 73『諏訪優詩集』
- 74『続・飯島耕一詩集』
- 75『荒川洋治詩集』
- 76『佐々木幹郎詩集』
- 77『正津勉詩集』
- 78『辻征夫詩集』
- 79『安藤元雄詩集』
- 80『藤井貞和詩集』
- 81『大野新詩集』
- 82『犬塚堯詩集』
- 83『小長谷清実詩集』
- 84『江森國友詩集』
- 85『天野忠詩集』
- 86『嶋岡晨詩集』
- 87『阿部岩夫詩集』
- 88『関口篤詩集』
- 89『衣更着信詩集』
- 90『ねじめ正一詩集』
- 91『菅谷規矩雄詩集』
- 92『井坂洋子詩集』
- 93『片岡文雄詩集』
- 94『伊藤比呂美詩集』
- 95『新藤凉子詩集』
- 96『青木はるみ詩集』
- 97『中村真一郎詩集』
- 98『嵯峨信之詩集』
- 99『稲川方人詩集』
- 100『平出隆詩集』

### 第一期  現代詩人篇
- 101『松浦寿輝詩集』
- 102『朝吹亮二詩集』
- 103『続・荒川洋治詩集』
- 104『続・藤井貞和詩集』
- 105『続・寺山修司詩集』
- 106『吉田文憲詩集』
- 107『瀬尾育生詩集』
- 108『続・谷川俊太郎詩集』
- 109『続続・谷川俊太郎詩集』
- 110『続・田村隆一詩集』
- 111『続続・田村隆一詩集』
- 112『続・天沢退二郎詩集』
- 113『続続・天沢退二郎詩集』
- 114『新井豊美詩集』
- 115『続・吉増剛造詩集』
- 116『続続・吉増剛造詩集』
- 117『続・鮎川信夫詩集』
- 118『続・北村太郎詩集』
- 119『続・吉野弘詩集』
- 120『続・石原吉郎詩集』
- 121『続・鈴木志郎康詩集』
- 122『川田絢音詩集』
- 123『続続・吉野弘詩集』
- 124『続・北川透詩集』
- 125『続・白石かずこ詩集』
- 126『続・清岡卓行詩集』
- 127『続・宗左近詩集』
- 128『牟礼慶子詩集』
- 129『続・吉岡実詩集』
- 130『続・辻井喬詩集』
- 131『続・大岡信詩集』
- 132『続・新川和江詩集』
- 133『続・川崎洋詩集』
- 134『続・清水昶詩集』
- 135『続・高橋睦郎詩集』
- 136『続・長谷川龍生詩集』
- 137『続・中村稔詩集』
- 138『八木忠栄詩集』
- 139『続・佐々木幹郎詩集』
- 140『城戸朱理詩集』
- 141『野村喜和夫詩集』
- 142『平林敏彦詩集』
- 143『続・渋沢孝輔詩集』
- 144『続・那珂太郎詩集』
- 145『財部鳥子詩集』
- 146『続・長田弘詩集』
- 147『吉田加南子詩集』
- 148『続・清水哲男詩集』
- 149『辻仁成詩集』
- 150『木坂涼詩集』
- 151『田中清光詩集』
- 152『阿部弘一詩集』
- 153『続続・大岡信詩集』
- 154『続続・鮎川信夫詩集』
- 155『続・辻征夫詩集』
- 156『福間健二詩集』
- 157『守中高明詩集』
- 158『平田俊子詩集』
- 159『村上昭夫詩集』
- 160『広部英一詩集』
- 161『白石公子詩集』
- 162『鈴木漠詩集』
- 163『高橋順子詩集』
- 164『池井昌樹詩集』
- 165『続続・清岡卓行詩集』
- 166『倉橋健一詩集』
- 167『高貝弘也詩集』
- 168『御庄博実詩集』
- 169『続・吉原幸子詩集』
- 170『井川博年詩集』
- 171『加島祥造詩集』
- 172『続続・吉原幸子詩集』
- 173『続・粕谷栄市詩集』
- 174『小池昌代詩集』
- 175『征矢泰子詩集』
- 176『八木幹夫詩集』
- 177『続・入沢康夫詩集』
- 178『岩佐なを詩集』
- 179『四元康祐詩集』
- 180『山本哲也詩集』
- 181『続続・辻征夫詩集』
- 182『友部正人詩集』
- 183『河津聖恵詩集』
- 184『星野徹詩集』
- 185『山崎るり子詩集』
- 186『続・渡辺武信詩集』
- 187『最匠展子詩集』
- 188『続・安藤元雄詩集』
- 189『続・井坂洋子詩集』
- 190『高岡修詩集』
- 191『続・伊藤比呂美詩集』
- 192『川上明日夫詩集』
- 193『秋山基夫詩集』
- 194『日高てる詩集』
- 195『松尾真由美詩集』
- 196『川口晴美詩集』
- 197『中本道代詩集』
- 198『倉田比羽子詩集』
- 199『中森美方詩集』
- 200『岡井隆詩集』
- 201『蜂飼耳詩集』
- 202『岸田将幸詩集』
- 203『中尾太一詩集』
- 204『日和聡子詩集』
- 205『田原詩集』
- 206『三角みづ紀詩集』
- 207『尾花仙朔詩集』
- 208『田中佐知詩集』
- 209『続続・高橋睦郎詩集』
- 210『続続・新川和江詩集』
- 212『江代充詩集』
- 213『貞久秀紀詩集』
- 214『中上哲夫詩集』
- 215『三井葉子詩集』
- 216『平岡敏夫詩集』
- 217『森崎和江詩集』
- 218『境節詩集』
- 220『鈴木ユリイカ詩集』
- 221『國峰照子詩集』
- 222『小笠原鳥類詩集』
- 223『水田宗子詩集』
- 224『続・高良留美子詩集』
- 225『有馬敲詩集』
- 226『國井克彦詩集』
- 227『暮尾淳詩集』
- 228『山口眞理子詩集』
- 229『田野倉康一詩集』
- 230『広瀬大志詩集』
- 231『近藤洋太詩集』
- 232『渡辺玄英詩集』
- 233『米屋猛詩集』
- 234『原田勇男詩集』
- 235『齋藤恵美子詩集』
- 236『続・財部鳥子詩集』
- 237『中田敬二詩集』
- 238『三井喬子詩集』
- 239『たかとう匡子詩集』
- 240『和合亮一詩集』
- 241『続・和合亮一詩集』
- 242『続続・荒川洋治詩集』
- 243『新国誠一詩集』
- 244『松下育男詩集』
- 245『佐々木安美詩集』
- 246『松岡政則詩集』
- 247『斎藤恵子詩集』
- 248『福井桂子詩集』

### 番外編（短歌）
- 501『塚本邦雄歌集』2007年。ISBN 978-4-7837-0963-3
- 502『岡井隆歌集』2013年。ISBN　978-4-7837-0978-7

上記2点のみ（2023年時点）。

### 第二期 近代詩人篇
- 1001『北村透谷詩集』
- 1002『釋迢空詩集』
- 1003『中原中也詩集』
- 1004『石川啄木詩集』
- 1005『尾形亀之助詩集』
- 1006『富永太郎詩集』
- 1007『北原白秋詩集』
- 1008『金子光晴詩集』
- 1009『萩原朔太郎詩集』
- 1010『大手拓次詩集』
- 1011『日夏耿之介詩集』
- 1012『斎藤茂吉詩集』
- 1013『蒲原有明詩集』
- 1014『高見順詩集』
- 1015『宮沢賢治詩集』
- 1016『西脇順三郎詩集』
- 1017『伊東静雄詩集』
- 1018『高村光太郎詩集』
- 1019『堀口大學詩集』
- 1020『堀口大學訳詩集』
- 1021『小野十三郎詩集』
- 1022『小熊秀雄詩集』
- 1023『北園克衛詩集』
- 1024『草野心平詩集』
- 1025『立原道造詩集』
- 1026『林芙美子詩集』
- 1027『高橋新吉詩集』
- 1028『村野四郎詩集』
- 1029『山之口貘詩集』
- 1030『田中冬二詩集』
- 1031『八木重吉詩集』
- 1032『中野重治詩集』
- 1033『高祖保詩集』
- 1034『吉田一穂詩集』
- 1035『室生犀星詩集』
- 1036『丸山薫詩集』
- 1037『稲垣足穂詩集』
- 1038『三好達治詩集』
- 1039『永瀬清子詩集』
- 1040『伊藤信吉詩集』
- 1041『大木実詩集』
- 1042『山村暮鳥詩集』
- 1043『小山正孝詩集』
- 1044『竹中郁詩集』
- 1045『上林猷夫詩集』
- 1046『秋山清詩集』
- 1048『杉山平一詩集』

## 新選現代詩文庫
- 101『新選 鮎川信夫詩集』
- 102『新選 清岡卓行詩集』
- 103『新選 飯島耕一詩集』
- 104『新選 谷川俊太郎詩集』
- 105『新選 岩田宏詩集』
- 106『新選 田村隆一詩集』
- 107『新選 富岡多恵子詩集』
- 108『新選 大岡信詩集』
- 109『新選 入沢康夫詩集』
- 110『新選 吉岡実詩集』
- 111『新選 吉増剛造詩集』
- 112『新選 吉原幸子詩集』
- 113『新選 白石かずこ詩集』
- 114『新選 黒田三郎詩集』
- 115『新選 石原吉郎詩集』
- 116『新選 長谷川龍生詩集』
- 117『新選 鈴木志郎康詩集』
- 118『新選 清水昶詩集』
- 119『新選 天沢退二郎詩集』
- 120『新選 高橋睦郎詩集』
- 121『新選 吉野弘詩集』
- 122『新選 新川和江詩集』
- 123『新選 川崎洋詩集 』
- 124『新選 寺山修司詩集』
- 125『新選 北村太郎詩集』